# 吉利中國龍
吉利中國龍（代號CD）是中國汽車製造商吉利汽車於2009年至2011年生產的一款轎跑車，為繼美人豹後吉利第二款轎跑車。

## 簡介

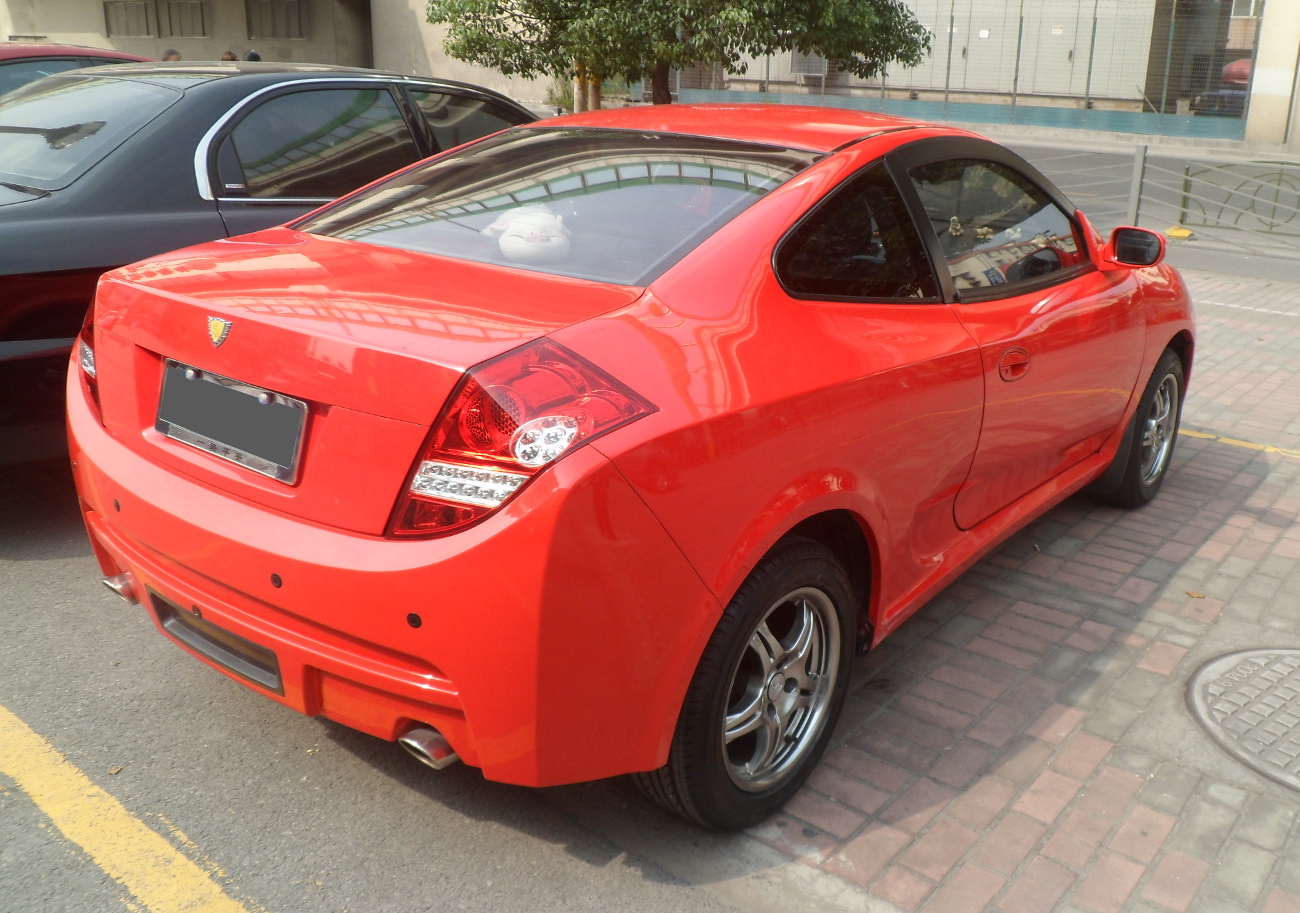
後視圖

其代號名稱CD為中國龍的英文名稱""的字母簡稱。 
吉利中國龍分別在2005年的法蘭克福車展以及2006年的北京車展上公開亮相，其特點是外觀以「純中國風格」設計，車頭以仿京劇臉譜作為風格，車身則以中國傳統象徵龍的元素作為車體風格，並於2009年3月下旬上市，價格定在8.68-8.88萬元人民幣以下。該車亦是吉利早期不配搭吉利CCVT引擎的車型，而是採用與上海華普同款的1.8升豐田二代A型雙頂置凸輪軸引擎。